# Marilyn Lange
Marilyn Lange, född 12 januari 1952 i Westfield, New Jersey, USA, är en amerikansk fotomodell. Hon utsågs till herrtidningen Playboys Playmate of the Month för maj 1974 och till  Playmate of the Year för 1975.